# سمك مفترس

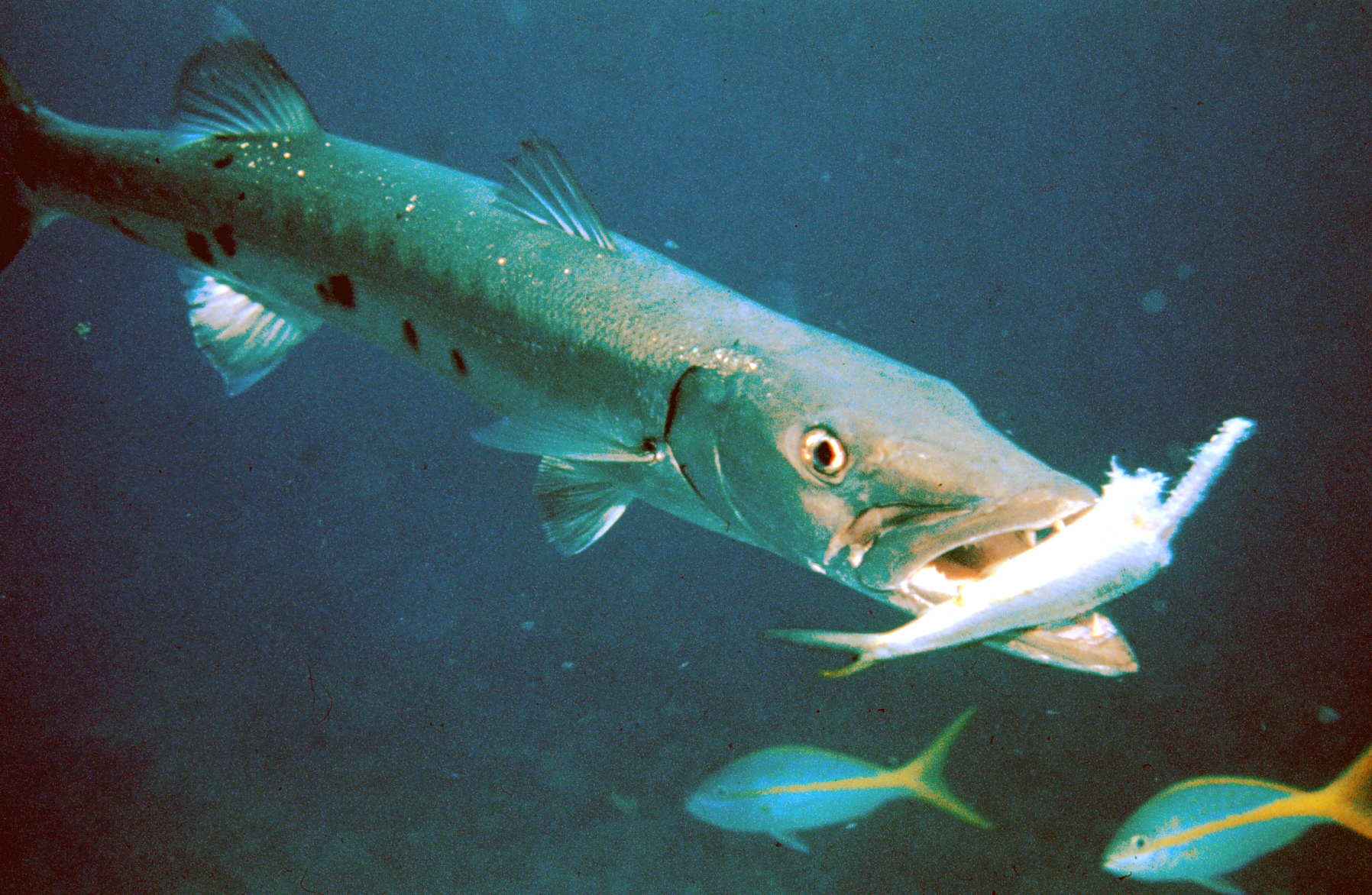
سمكة عقام تفترسُ سمكةً أصغر

السمك المُفترس هو سمكٌ يفترسُ الأسماك أو الحيوانات الأخرى، وتتضمن سمك الكراكي وسمك السلمون وسمك الجاحظ [الإنجليزية] وغيرها.
قُدرت مستويات الأسماك المُفترسة الكبيرة في المُحيطات العالمية بحوالي 10% من مستوياتها في الفترة ما قبل الفترة الصناعية في عام 2003. تُعتبر الأسماك المُفترسة الكبيرة أكثر عرضة لخطر الانقراض، وقد كان هناك مستوًى غيرُ متناسبٍ من حالات انقراض الأسماك المفترسة الكبيرة خلال حدثِ انقراض العصر الطباشيري-الثلاثي قبل 66 مليون سنة. وُجد أنَّ إنشاء محمياتٍ مائية يُساعد في الحفاظ على أعدادٍ كبيرة من الأسماك المفترسة مثل الهامور ضمن فصيلة القرفصية.
تُغير الأسماك المفترسة من أنواع فرائسها وفقًا لوفرتها، ولكن هذه التغييرات في التفضيل غير مُتناسبةٍ وانتقائيةٍ تطورية. قُد تصبح الأسماك المفترسة آفةً إذا أُدخلت إلى نظام بيئي تُصبح فيه مفترسًا علويًا، ومن الأمثلة التي تسببت في الكثير من المشاكل في ماريلند وفلوريدا هي سمكة رأس الأفعى.
تُشكل الأسماك المُفترسة مثل القرش، وماهي ماهي، وسمك الخرمان [الإنجليزية]، والتونة جزءًا من النظام الغذائي البشري، ولكنها تميل إلى تركيز كميات كبيرةٍ من الزئبق في أجسامها إذا كانت علويةً في السلسلة الغذائية، خاصةً المفترسات العلوية؛ وذلك بسبب التضخم الحيوي.
تعتبر الحيوانات المفترسة عاملاً مهمًا يجب مراعاته في إدارة المصايد، وطرق القيام بذلك متاحةٌ وتستخدم في بعض الأماكن.